# Fieldbrook (Californie)
Fieldbrook est une census-designated place du comté de Humboldt, dans l'État de Californie, aux États-Unis,. En 2020, elle compte une population de 827 habitants.